# Воеводы витебские
Воево́да ви́тебский — должностное лицо Речи Посполитой. 
В 1320 году Витебское княжество окончательно перешло к Литве. Княжеские наместники, в витебской земле Руси, ещё в 1503 году стали называть себя воеводами. После образования Польско-литовской республики было образовано Витебское воеводство, которое позднее имело трёх сенаторов в сейме, которыми были: витебский воевода, каштелян и епископ витебские.

## Года, Персоналии
- 1503—1508: Юрий Глебович
- 1508—1514: Иван Семёнович Сапега
- 1514—1517: Януш Костевич
- 1517/1520—1528: Иван Богданович Сапега
- 1528—1532: Ян Юрьевич Глебович
- 1532—1542: Матей Войтехович Клочко
- 1542—1544: Юрий Войтехович Насиловский
- 1544—1554: Станислав Петрович Кишка
- 1554—1555: Григорий Александрович Ходкевич
- 1555—1563: Стефан Збаражский
- 1566—1588: Станислав Пац
- 1588—1599: Николай Сапега
- 1599—1626: Ян Завиша
- 1626—1638: Симон Самуил Сангушко
- 1638—1639: Ян Войцех Раковский
- 1639—1646: Кшиштоф Кишка
- 1646—1656: Павел Ян Сапега
- 1656—1668: Владислав Волович
- 1669—1685: Ян Антоний Храповицкий
- 1686—1695: Леонард Габриэль Поцей
- 1695—1704: Андрей Казимир Кришпин-Киршенштейн
- 1705—1728: Казимир Александр Поцей
- 1730—1750: Мартиан Михаил Огинский
- 1752—1781: Юзеф Антоний Соллогуб
- 1781—1787: Юзеф Прозор
- 1787—1794: Михаил Косаковский